# Beats International
Beats International a fost o formație britanică de muzică electronică, formată la sfârșitul anilor '80 de Norman Cook (de asemenea cunoscut ca Fatboy Slim), după ce a părăsit formația The Housemartins.

## Discografie

### Albume
| An   | Album                    | UK Albums Chart |
| ---- | ------------------------ | --------------- |
| 1990 | Let Them Eat Bingo       | #17             |
| 1991 | Excursion on the Version | -               |

### Discuri single
- 1990: Dub Be Good To Me (UK nr. 1)
- 1990: Won't Talk About It (UK nr. 9)
- 1990: Burundi Blues (UK nr. 51)
- 1991: Echo Chamber (UK nr. 60)
- 1991: The Sun Doesn't Shine (UK nr. 66)
- 1991 : In The Ghetto (UK nr. 44)